# Blåkoraller
Blåkoraller (Helioporacea) är en ordning i klassen koralldjur som förekommer med endast fyra nu levande arter i världens hav. Ordningen fick sitt namn av arter blå korall (Heliopora coerulea) som lever i varma regioner av Stilla havet och Indiska oceanen.

## Kännetecken
Blåkoraller bildar liksom stenkoraller ett yttre skelett som huvudsakligen består av aragonit men dessa två ordningar är inte närmare släkt med varandra än med andra ordningar i underklassen åttastråliga koralldjur (Octocorallia). Blåkoraller består liksom andra koralldjur i samma underklass av polyper med åttastråliga tentakler.

## Systematik
Ordningen utgörs av två familjer med var sitt släkte och fyra arter:
- Helioporidae (Moseley, 1876)
  - Heliopora (de Blainville, 1830)
    - Blå korall (Heliopora coerulea, Pallas, 1776)
- Lithotelestidae Bayer & Muzik, 1977
  - Epiphaxum (Lonsdale, 1850) syn. Lithotelesto Bayer & Muzik, 1977
    - Epiphaxum breve (Bayer, 1992)  - Mexikanska golfen, Barbados
    - Epiphaxum micropora (Bayer & Muzik, 1977) – Barbados
    - Epiphaxum septiferum (Bayer, 1992) - Madagaskar

Utdöda arter hittades bland annat i olika delar av Europa samt Armenien.